# Копенгагенский пожар (1728)
Копенгагенский пожар 1728 года — крупнейший пожар в истории Копенгагена. Он начался вечером 20 октября 1728 года и продолжался до утра 23 октября. Пожар уничтожил около 28 % территории города (измеряется путём подсчёта количества разрушенных зданий из кадастра), сделал около 20 % населения бездомными, а реконструкция города после него продолжалась до 1737 года. Не менее 47 % от той части города, которая восходила к временам Средневековья, было полностью потеряно, и вместе с пожаром Копенгагена 1795 года это является главной причиной того, что лишь немногие следы средневекового Копенгагена можно найти в Копенгагене современном.
Хотя число погибших и раненых был относительно небольшим по сравнению с масштабами пожара, культурные потери были огромны. В дополнение к нескольким частным коллекциям книг, в библиотеке при Копенгагенском университете погибло около 35 000 текстов, включая большое количество уникальных манускриптов древнескандинавских саг, вывезенных в XVII веке с принадлежавшей датской короне Исландии, а в обсерватории на вершине Круглой башни уничтожены были приборы и записи, сделанные Тихо Браге и Оле Ремером.